# Медведница
Медведница (хорв. Medvednica) — горный массив к северу от Загреба, популярное место отдыха загребчан. 63 % территории покрыты широколиственным лесом, состав которого меняется с высотой. Самой высокой точкой Медведницы является гора Слеме, высота которой — 1033 метров над уровнем моря. На ней стоит знаменитая церковь Божьей Матери Слеменской — Королевы Хорватии (хорв. Majke božje Sljemenske Kraljice Hrvata). На самой же вершине Слеме находится Загребская телебашня высотой в 169 метров. На северных и восточных склонах Медведницы располагаются горнолыжные трассы с различной степенью сложности. К вершине проложено шоссе и канатная дорога. На северном склоне регулярно проводятся международные соревнования по горнолыжному слалому под эгидой Международной федерации лыжного спорта.
Одной из главных природных достопримечательностей является пещера Ветерница, расположенная в юго-западной части Медведницы. Пещера имеет протяжённость 7128 метров. В пещере имеются наскальные рисунки, сталактиты и сталагмиты, колонии летучих мышей.
На южном склоне Медведницы расположен замок Медведград, построенный в XIII столетии по решению папы Иннокентия IV после того, как полчища Батыя разорили урочище Загреб (Забрег), разрушили дома и церкви. Со смотровой площадки Медведграда, с высоты 500 метров, открывается прекрасный вид на Загреб.
Достопримечательностью Медведницы является Зринский рудник, представляющий собой комплекс шахт, коридоров и открытых выработок. Его разработка началась в XV столетии.
В 1572—1573 годах в предгорьях Медведницы и на её склонах разразилось восстание Матии Губеца.
Территория Медведницы является природным парком.